# Алекс Тейшейра
Алекс Тейшейра Са́нтус (порт. Alex Teixeira Santos; нар. 6 січня 1990, Дукі-ді-Кашіас, штат Ріо-де-Жанейро, Бразилія) — бразильський футболіст, атакувальний півзахисник клубу «Васко да Гама».

## Кар'єра

### «Васко да Гама»
Починав кар'єру у рідній Бразилії. Перший професійний клуб Тейшейри — «Васко да Гама». У юнацьку команду потрапив у 1999 році. У 2006 році гравцем зацікавився «Манчестер Юнайтед», проте пропозицію манкуніанців відхилило керівництво клубу.
В 2008 році дебютував за основну команду.
В 2008 році перебрався до основи. Дебютував 10 січня у матчі проти «Гамбургу». У 51 матчі за клуб забив 11 м'ячів.

### «Шахтар»
18 грудня 2010 року підписав 5-річний контракт з «Шахтарем». Сума трансферу склала 6 млн євро.
Дебютував за клуб 20 березня 2010 проти луганської «Зорі». Спочатку Алекс виходив здебільшого на заміну Ілсінью. А перший сезон за клуб закінчив лише з 3 матчами в активі.
У «Лізі Чемпіонів» дебютував 15 вересня 2010 року у грі проти сербського «Партизана».
Перший гол за «Шахтар» Тейшейра забив у жовтні сезону 2009—2010 року у матчі проти київського «Динамо». У наступні роки увійшов до основного складу команди. У 2013 році підписав новий контракт розрахований на 5 років.
У сезоні 2014—2015 Тейшейра здобув звання найкращого бомбардиру, поділивши першу стрічку з Еріком Бікфалві, забивши 17 голів. Крім цього Тейшейра визнаний найкращим і найдорожчим гравцем УПЛ, обігнавши гравця «Динамо» і збірної України Андрія Ярмоленка.
За першу частину чемпіонату в наступному сезоні забив 22 голи. Це досягнення стало рекордом забитих м'ячів за одну частину. Також Алекс забивав у «Лізі Чемпіонів». Оформив дубль у матчі проти мадридського «Реалу».
У зимове трансферне вікно сезону 2015—2016 на Алекса Тейшейру претендували англійські «Челсі» та «Ліверпуль», пропозицію якого у £30 млн «Шахтар» відхилив.

### «Цзянсу Сунін»
5 лютого 2016 року «Шахтар» офіційно оголосив про перехід Алекса до складу китайського клубу «Цзянсу Сунін», трансферна вартість Тейшейри склала 50 мільйонів євро. Цей трансфер став рекордним як для чемпіонату України, так і для чемпіонату КНР.
У дебютному матчі проти «Шаньдун Лунен» оформив дубль. Відзначився дебютним голом у Лізі чемпіонів АФК. У літнє трансферне вікно Алексом продовжували цікавитися італійські клуби, зокрема ходили чутки про інтерес з боку «Роми» та «Інтера».
В січні 2021 року у футболіста закінчився контракт з китайським клубом, а вже у березні стало відомо, що «Цзянсу Сунін» збанкрутував через борги своїх власників.

## Національна збірна
Алекс виступав за збірні команди Бразилії для гравців до 15 і до 17 років. Чемпіон Південної Америки в обох вікових групах (титули були виграні в 2005-му і 2007-му роках відповідно). Срібний призер молодіжної світової першості 2009 року для гравців до 20 років, забив на турнірі три м'ячі, а у фінальному матчі проти збірної Гани не зміг забити вирішальний післяматчевий пенальті.
Починаючи з 2019 року в ЗМІ періодично з'являлись новини, що Тейшейра може прийняти китайське громадянство та почати виступи за збірну КНР, що не заборонено правилами ФІФА, так як за головну збірну Бразилії Тейшейра не грав. В тому році китайську збірну очолив Марчелло Ліппі, який ставив умову про дозвіл натуралізації іноземних гравців для залучення їх до складу збірної. Так, в 2019 році китайське громадянство отримав англієць Ніко Єннаріс, який став першим натуралізованим гравцем в історії збірної КНР.
За інформацією South China Morning Post, Тейшейра просив новий контракт у свого клубу на €80 млн в обмін на згоду виступати у футболці національної китайської збірної. Втім, сторони не дійшли згоди і Тейшейра не став громадянином КНР.

## Досягнення

### Командні
- Чемпіон України: 2009-10, 2010-11, 2011-12, 2012-13, 2013-14
- Володар кубка України: 2010-11, 2011-12, 2012-13
- Володар Суперкубка України: 2010, 2012, 2013, 2014, 2015
- Чемпіон Китаю: 2020
- Володар Суперкубка Туреччини: 2021

### Індивідуальні
- Найкращий бомбардир чемпіонату України: 2014/2015 (з Еріком Бікфавлі), 2015/2016
- Найкращий гравець української Прем'єр-Ліги: 2015
- Футболіст року в чемпіонаті України за версією газети «Команда»: 2015
- Легіонер року в чемпіонаті України: 2015

### Міжнародні
- Чемпіон Південної Америки (U-15): 2005
- Чемпіон Південної Америки (U-17): 2007